# Parque nacional de la Chapada de los Guimarães
El Parque Nacional de la Chapada de los Guimarães (en portugués: Parque Nacional da Chapada dos Guimarães) es una área de protección ambiental y conservacionista brasileña, situada en el Estado de Mato Grosso, en el municipio de Chapada dos Guimarães, que recibió la protección federal a través del Decreto 97.656, del 4 de diciembre de 1989. Posee una área total de 33.000 hectáreas. Forma parte del conjunto de Parques nacionales de Brasil administrados por el Instituto Chico Mendes para la Conservación de la Biodiversidad.